# Garrick Theatre
Garrick Theatre är en teater vid Charing Cross Road i West End i London i Storbritannien. Den har sitt namn efter skådespelaren David Garrick. Den öppnade 1889 med The Profligate, en pjäs av Arthur Wing Pinero. 

## Historik
Etableringen finansierades av pjäsförfattaren W.S. Gilbert, som skrev fler än 75 pjäser, bland andra komiska operor med Gilbert och Sullivan. Den ritades av Walter Emden.
Den första teaterdirektören var Gilberts vän John Hare.
En föreslagen ombyggnad av Covent Garden 1968 hotade teaterns fortlevnad, tillsammans med den för de närliggande teatrarna Vaudeville, Adelphi, Lyceum och Duchess. En opinionskampanj ledde till att planerna inte förverkligades.
Teatern har mest spelat komedier. År 2005 köptes teatern av Nimax Theatres Ltd.
Den ursprungliga inredningen är delvis bevarad, och byggnaden k-märktes 1960.